# Ван Бёзеком, Лен
Л. Н. (Лен) ван Бёзеком (нидерл. L. N. "Leen" van Beuzekom) — индонезийский футболист, игравший на позиции вратаря.

## Биография
С середины 1930-х годов играл за футбольный клуб ВИОС из Батавии, а также защищал ворота сборной Батавии. В 1936 году ван Бёзеком перешёл в другой батавский клуб — «Херкюлес». Он дважды выигрывал с командой чемпионат Батавии.
В мае 1938 года главный тренер сборной Голландской Ост-Индии Йоханнес Христоффел ван Мастенбрук вызвал ван Бёзекома на чемпионат мира, который проходил во Франции и стал первым мундиалем для Голландской Ост-Индии и Индонезии в истории. На турнире команда сыграла одну игру в рамках 1/8 финала, в котором она уступила будущему финалисту турнира Венгрии (6:0). Ван Бёзеком остался на скамейке запасных в этом матче, уступив место в воротах Тан Мо Хенгу.
В июне 1955 года провёл прощальный матч за «Херкюлес».